# William Henry Harrison
William Henry Harrison (Contea di Charles City, 9 febbraio 1773 – Washington, 4 aprile 1841) è stato un generale e politico statunitense.
È stato il 9º presidente degli Stati Uniti d'America. Il suo mandato è stato il più breve fra tutti i presidenti degli Stati Uniti d'America.
Harrison è uno dei quattro presidenti degli Stati Uniti d'America che il partito Whig riuscì a far eleggere. Gli altri furono Zachary Taylor (che come Harrison non portò a termine il proprio mandato), John Tyler e Millard Fillmore. In seguito alla sua morte si originò la leggenda della maledizione dell'anno zero.

## Biografia

### Origini e formazione
William Henry Harrison nacque il 9 febbraio 1773 nella Berkeley Plantation, nella contea di Charles City in Virginia, da Benjamin Harrison V, uno dei firmatari della dichiarazione d'indipendenza e governatore dello Stato, e da Elizabeth Bassett, sua lontana parente. Dopo essere entrato all'età di 14 anni nella University of Virginia per studiare medicina, l'improvvisa morte del padre lo costrinse ad abbandonare gli studi e ad arruolarsi all'età di 18 anni nell'esercito; in qualità di guardiamarina partecipò alle guerre indiane.
Venne inviato nei Territori del Nord-Ovest, dove trascorse gran parte della sua esistenza, dapprima come aiutante di campo del generale Anthony Wayne, dal quale imparò gran parte delle tattiche militari; il suo apporto fu fondamentale nella battaglia di Fallen Timbers del 20 agosto 1794 che segnò il controllo definitivo da parte degli Stati Uniti d'America dei territori del Nord Ovest. Ebbe in seguito una grande carriera militare e divenne generale. Negoziò innumerevoli trattati con le tribù indiane. Partecipò alle guerre indiane e una delle sue più famose vittorie fu quella nella battaglia di Tippecanoe, contro la tribù degli Shawnee, sul fiume Tippecanoe. Gli indiani, guidati da Tecumseh erano stati anche istigati da agenti del Regno Unito.

### La carriera politica

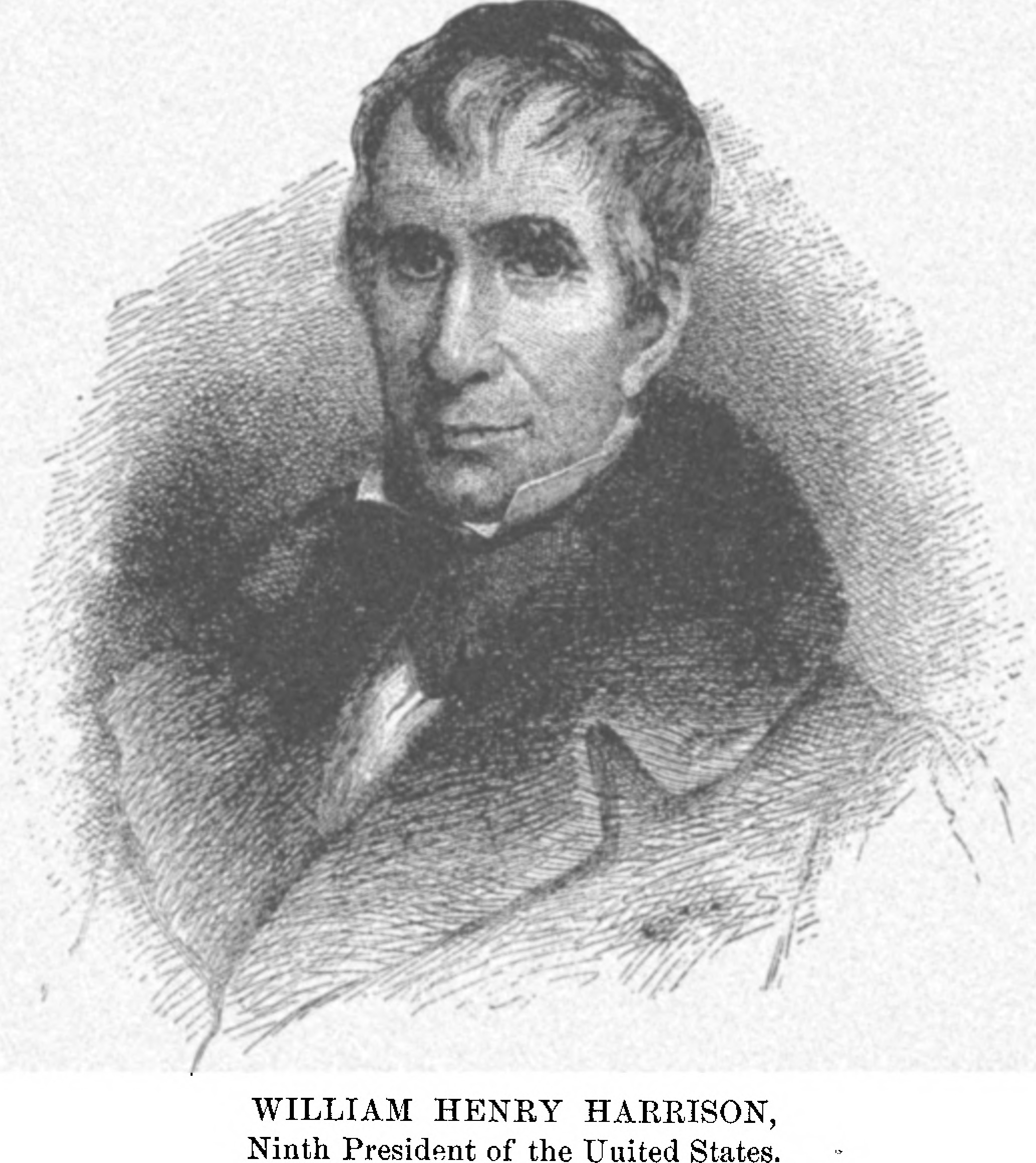
Ritratto di William Henry Harrison

Dopo aver rassegnato le dimissioni dall'esercito nel 1798, divenne segretario per i Territori del Nord Ovest e agì in qualità di vice governatore al fianco del governatore Arthur St. Clair. Nel 1799 venne eletto, in qualità di primo delegato in rappresentanza dei Territori del Nord Ovest, nel 6º Congresso degli Stati Uniti d'America, ricoprendo questa carica dal 4 marzo 1799 al 14 maggio 1800. Durante la sua attività di delegato per i Territori del Nord Ovest fu uno dei promotori dell'Harrison Land Act, per facilitare l'acquisto dei territori del Nord Ovest da parte dei nuovi coloni. Nel 1825 fu eletto senatore e in seguito fu nominato ambasciatore in Colombia, fino a che non fu sostituito da Andrew Jackson.
Si ritirò a vita privata e divenne cancelliere del tribunale della contea di Hamilton, ma fu poi convinto dal partito Whig a presentarsi come "l'eroe di Tippecanoe" alle elezioni presidenziali del 1840. La sua campagna elettorale è ricordata per essere stata la prima della storia statunitense a utilizzare l'arma politica del "populismo". Partendo da una piattaforma politica estremamente vacua e indistinta, la campagna elettorale di Harrison si concentrò sul definire il candidato "l'uomo della capanna di tronchi e del sidro forte" (Log cabin and hard cider candidate), dipingendolo come il naturale referente dei duri uomini della frontiera e ridicolizzando il rivale Martin Van Buren come un dandy effeminato che aveva persino "installato una vasca da bagno alla Casa Bianca" (fino a quel momento la residenza presidenziale ne era stata, verrebbe da pensare, priva). Nonostante il fatto che Harrison vivesse in una lussuosa magione dell'Ohio e non conducesse certo vita da pioniere, il messaggio fece presa sulla massa degli elettori, che gli consegnarono la vittoria.

### La presidenza e la morte
Harrison prestò giuramento giovedì 4 marzo 1841, una giornata fredda e umida; decise di non indossare né un cappotto né un cappello e raggiunse la cerimonia a cavallo, invece che nella carrozza chiusa che gli era stata offerta e preparata. Pronunciò anche il più lungo discorso inaugurale della storia americana. Con 8.445 parole, ci vollero circa due ore per leggerlo, anche se il suo amico e collega Whig Daniel Webster l'aveva modificato e ridotto di lunghezza. Inoltre Harrison fu il primo capo di Stato al mondo a essere immortalato in una fotografia ufficiale.
Il discorso inaugurale era una descrizione dettagliata del programma elettorale, in relazione alle politiche di Andrew Jackson e Martin Van Buren. Harrison promise anche di ristabilire la Banca degli Stati Uniti d'America e di creare un governo con personale qualificato. L'unico atto ufficiale di Harrison fu però quello di convocare il Congresso in una sessione speciale.
Poche settimane dopo il discorso morì in seguito alle complicazioni di una forma di polmonite fulminante, che allora si ritenne avesse contratto in seguito alla sua imprudenza; la salma venne tumulata presso il Memorial State Park di North Bend, in Ohio.

### Le ipotesi sulla morte
Secondo un malinteso, la sua malattia venne ritenuta causata dal clima umido durante la cerimonia di inaugurazione, ma la malattia di Harrison si manifestò tre settimane dopo l'evento. I medici di Harrison provarono parecchie cure, come la somministrazione di oppio, di olio di ricino, l'applicazione di sanguisughe e della snakeweed della Virginia, ma i trattamenti fecero solo peggiorare Harrison, che si ridusse in stato di delirio.
Il medico di Harrison, Thomas Miller, diagnosticò la causa della morte di Harrison come "polmonite al lobo inferiore del polmone destro". La morte avvenne nove giorni dopo l'inizio della malattia, alle 12:30 di domenica 4 aprile 1841. Un'analisi medica condotta nel 2014, sulla base delle note del dottor Miller, ha concluso che probabilmente morì di shock settico dovuto alla febbre enterica.

### Avvenimenti collegati al decesso
Harrison divenne il primo presidente degli Stati Uniti a morire in carica. Le sue ultime parole le rivolse al suo medico, ma si suppone che fossero dirette al vice presidente Tyler: "Signore, desidero che tu capisca i veri principi del governo e desidero che siano mantenuti, non chiedo più nulla". Il mandato di Harrison è stato il più breve della storia americana: dal 4 marzo al 4 aprile 1841.
I funerali di Harrison ebbero luogo nella cappella Wesley a Cincinnati, Ohio, il 7 aprile 1841. La sua sepoltura originale era nel caveau pubblico del Congressional Cemetery di Washington, ma i suoi resti furono successivamente sepolti a North Bend, Ohio. Il memoriale statale di William Henry Harrison è stato eretto in suo onore presso la tomba.
In seguito alla sua morte John Tyler, successore di Harrison e ex democratico, abbandonò il partito. Il 1841 vide alla presidenza degli Stati Uniti d'America ben 3 presidenti diversi: dapprima Van Buren, poi Harrison e infine Tyler. Un caso similiare è ricorso 40 anni dopo, quando Rutherford B. Hayes, James A. Garfield e Chester Arthur si susseguirono nello stesso anno, il 1881, a causa dell'assassinio di Garfield.

### Curiosità
Era il nonno paterno di Benjamin Harrison, 23º presidente degli Stati Uniti d'America dal 1889 al 1893.